# Robotobibok
Robotobibok – nieistniejący już polski zespół jazzowy. Działał w latach 1998 do 2008.
Ich utwory łączyły w sobie różne gatunki muzyczne: jazz, yass, off jazz, trip-jazz, jungle, muzykę elektroniczną, drum'n'bass. Muzycy uczestniczyli w 12. edycji Warsaw Summer Jazz Days jako jedyny polski zespół oraz wielu innych festiwalach jazzowych i rockowych w Polsce i w Europie. Prowadzą wytwórnię muzyczną Vytvornia OM. W kwietniu 2002 mieli trasę w Stanach Zjednoczonych, od 2001 grali w miastach europejskich, m.in. w Lizbonie, Londynie, Amsterdamie, Paryżu, Berlinie, Zagrzebiu, Wiedniu, Brukseli.
Zespół grał na festiwalach kina niemego, tworząc muzykę towarzyszącą filmom: Symfonia zmysłów, Człowiek z kamerą.
Współpracowali z fotografikiem Itoito, który uczestniczył w tworzeniu okładek płyt tego zespołu.
Muzyka zespołu z biegiem lat zmieniała się i w końcowym okresie miała niewiele wspólnego z założeniem początkowym. W latach 1999–2004 występował jako kwintet (Suchar, Majewski, Pindur, Ożóg, Bączyk) – w tym składzie nagrane zostały wszystkie trzy swoje płyty; później zaś jako kwartet (Suchar, Majewski, Ciupidro, Ożóg). Następnie Marcina Ożóga na kontrabasie zastąpił Jakub Cywiński. W 2007 zespół zamienił brzmienie kontrabasu na gitarę basową, na której grał gitarzysta Michał Karbowski.
Kuba Suchar oraz Artur Majewski do końca 2015 tworzyli grupę Mikrokolektyw. W tej formacji grali wspólne koncerty z takimi zespołami jak São Paulo Underground, Exploding Star Orchestra czy Lay All Over It. Maciej Bączyk i Marcin Ożóg grają w zespole Małe instrumenty. Adam Pindur współtworzy zespół Flying Vehicles.

## Ostatni skład
- Kuba Suchar – perkusja, minimoog, instrumenty perkusyjne
- Artur Majewski – trąbka, ARP Solina, Moog Rogue
- Marcin Ciupidro – wibrafon, Fender Rhodes Piano
- Michał Karbowski - gitara basowa

### Muzycy z poprzednich składów
- Maciek Bączyk – gitara, ARP Odyssey
- Adam Pindur – saksofon (altowy, tenorowy), moog, rhodes piano (w latach 1999-2004)
- Jakub Cywiński – kontrabas, gitara basowa
- Marcin Ożóg - kontrabas

## Dyskografia
- 2000 – Jogging
- 2002 – Instytut Las
- 2004 – Nawyki Przyrody